# In der Wasserdell
Koordinaten: 50° 23′ 15″ N, 6° 33′ 57″ O

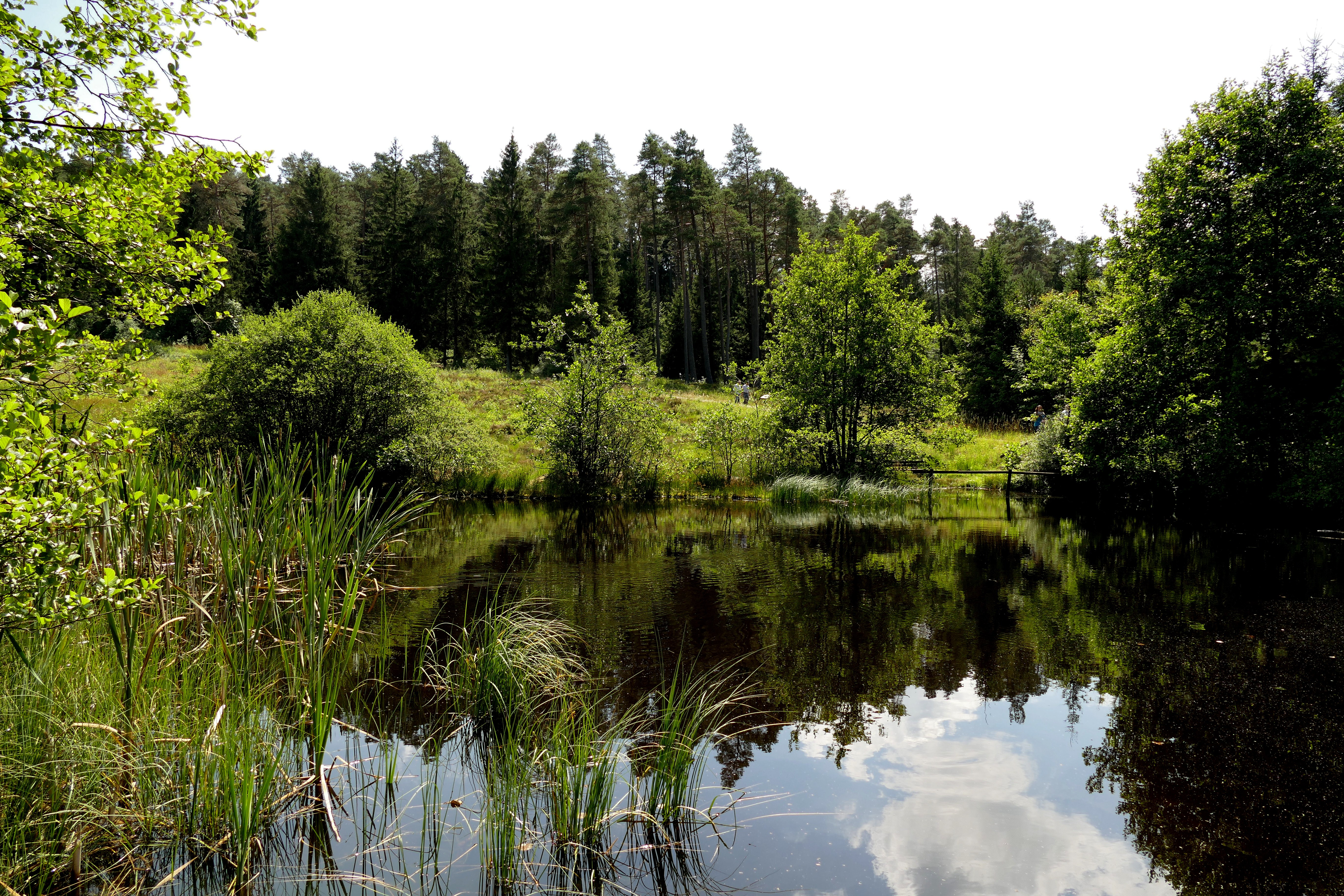
Naturschutzgebiet In der Wasserdell (Juli 2014)

Das Naturschutzgebiet In der Wasserdell liegt auf dem Gebiet der Gemeinde Dahlem (Nordeifel) im Kreis Euskirchen in Nordrhein-Westfalen.
Das Gebiet erstreckt sich direkt am östlichen Rand des Kernortes Dahlem. Westlich verläuft die Landesstraße L 110 und nordwestlich die B 51. Südlich verläuft die Landesgrenze zu Rheinland-Pfalz.

## Bedeutung
Für Dahlem ist seit 2001 ein 31,87 ha großes Gebiet unter der Kenn-Nummer EU-091 als Naturschutzgebiet ausgewiesen. Das Gebiet wurde unter Schutz gestellt, um den Lebensraum für mehrere nach der Roten Liste in Nordrhein-Westfalen gefährdete Tier- und Pflanzenarten zu erhalten.